# ۳۴۰ پارک
۳۴۰ پارک، (به انگلیسی: 340 Park) آسمان‌خراش ۶۲ طبقه به ارتفاع ۲۰۵ متر، با کاربری مسکونی است، که در شهر شیکاگو، ایلینوی، ایالات متحده آمریکا مستقر می‌باشد. پروژه ساخت این ساختمان در سال ۲۰۰۵ آغاز شد و در سال ۲۰۰۷ تکمیل و افتتاح گردید.